# Meulson
Meulson település Franciaországban, Côte-d’Or megyében. Lakosainak száma 28 fő (2022. január 1.). Meulson Mauvilly, Quemigny-sur-Seine, Beaunotte és Bellenod-sur-Seine községekkel határos.

## Népesség
A település népességének változása:
| Lakosok száma | 68   | 39   | 44   | 36   | 37   | 33   | 33   | 30   | 29   | 28   |
|               | 1968 | 1982 | 1990 | 2006 | 2013 | 2015 | 2017 | 2019 | 2020 | 2022 |